# Wet educatie en beroepsonderwijs
Wet educatie en beroepsonderwijs (WEB) is een Nederlandse wet van 31 oktober 1995, houdende bepalingen met betrekking tot de educatie en het beroepsonderwijs.
De wet regelt de bundeling van verschillende vormen van beroepsonderwijs en volwasseneneducatie in 44 regionale opleidingencentra, 18 agrarische opleidingencentra, 13 vakscholen (bijvoorbeeld grafische lycea) en 8 overige. Naast het beroepsonderwijs vallen ook de volwassenen(basis)educatie, het VAVO (voortgezet algemeen volwassenenonderwijs) en het cursorisch onderwijs onder de wet.
De wet noemt de leerling in het middelbaar beroepsonderwijs student en geeft in Artikel 1.2.1 de volgende definities van educatie en beroepsonderwijs:

## Educatie
Educatie is gericht op de bevordering van de persoonlijke ontplooiing ten dienste van het maatschappelijk functioneren van volwassenen door de ontwikkeling van kennis, inzicht, vaardigheden en houdingen op een wijze die aansluit bij hun behoeften, mogelijkheden en ervaringen alsmede bij maatschappelijke behoeften. Waar mogelijk sluit de educatie aan op het ingangsniveau van het beroepsonderwijs. Educatie omvat niet activiteiten op het niveau van het hoger onderwijs.

## Beroepsonderwijs
Beroepsonderwijs is gericht op de theoretische en praktische voorbereiding voor de uitoefening van beroepen, waarvoor een beroepskwalificerende opleiding is vereist of dienstig kan zijn. Het beroepsonderwijs bevordert tevens de algemene vorming en de persoonlijke ontplooiing van de deelnemers en draagt bij tot het maatschappelijk functioneren. Beroepsonderwijs sluit aan op het voorbereidend beroepsonderwijs en het algemeen voortgezet onderwijs. Beroepsonderwijs omvat niet het hoger onderwijs, dus ook niet het hoger beroepsonderwijs.